# 후지사와오사카정
후지사와오사카정(일본어: 藤沢大坂町)은 일본 가나가와현의 중남부 고자군에 속했던 정이다.

## 역사
- 1889년 4월 1일 - 정촌제 시행에 의해 후지사와오사카정이 성립하였다.
- 1908년 4월 1일 - 후지사와오사카정, 구게누마촌, 메이지촌이 폐지하여, 그 지역을 가지고 고자군 후지사와정 (현재의 후지사와정)이 성립하였다.

## 교통

### 철도
- 국철 (→ JR동일본)
  - 도카이도선

### 도로
- 국도 제2호선

## 참고 문헌
- 角川日本地名大辞典編纂委員会,『角川日本地名大辞典 神奈川県』1984, 角川書店
- 小幡宗海編『神奈川文庫 第五集 百家明鑑』神奈川文庫事務所、1900年。
- 商業興信所編『日本全国諸会社役員録 明治35年』商業興信所、1893 - 1911年。